# Chūrō
Chūrō (中老) foi um cargo criado no final da administração Toyotomi em número de três e por isso também conhecido como Sanchūrō (三中老). Tinham a função de dar o voto de desempate nos conselhos: Go-Tairō (Conselho dos Cinco Regentes), Go-Bugyō (Conselho dos Cinco Comissários) .
Ikoma Chikamasa (do Domínio de Takamatsu da Província de Sanuki com renda de 170.000 koku), Horio Yoshiharu (do Domínio de Hamamatsu da Província de Tōtōmi com renda de 120.000 koku), Hajime Nakamura (do Domínio de Tsushima-Fuchū da Província de Suruga com renda de 140.000 koku) foram inicialmente nomeados para o cargo  .